# 空気望遠鏡

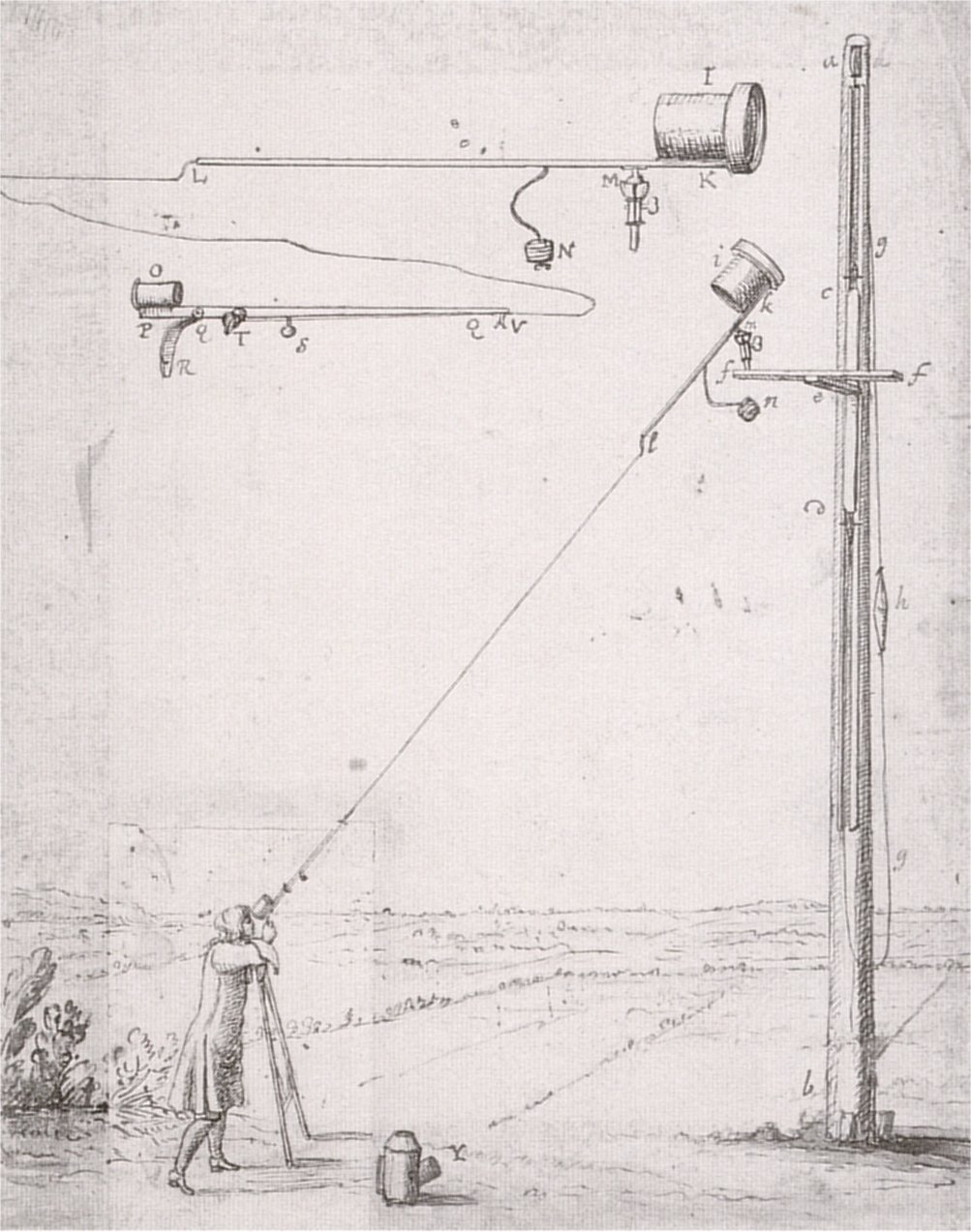
210 ftの距離を持つホイヘンスの空気望遠鏡。

空気望遠鏡（くうきぼうえんきょう、又は空中望遠鏡）とは、17世紀後半に開発された天体望遠鏡の1種である。対物レンズと接眼レンズが大きく離れており、鏡筒がない構造のものを指す。対物レンズは高い柱などに取り付けられる。観察者は手元に置いた接眼レンズを対物レンズに向けて観察する。対物レンズと接眼レンズはワイヤーで連結されており、対物レンズはボールジョイントで固定されているため、観察者はワイヤーを使って望遠鏡の向きを調整することができる。
この望遠鏡の発明者は明確ではないが、有力な説の1つによれば、オランダの天文学者、クリスティアーン・ホイヘンスが兄コンスタンティンとともに開発したと言われている。

## 発明とその応用の歴史

### 長鏡筒望遠鏡

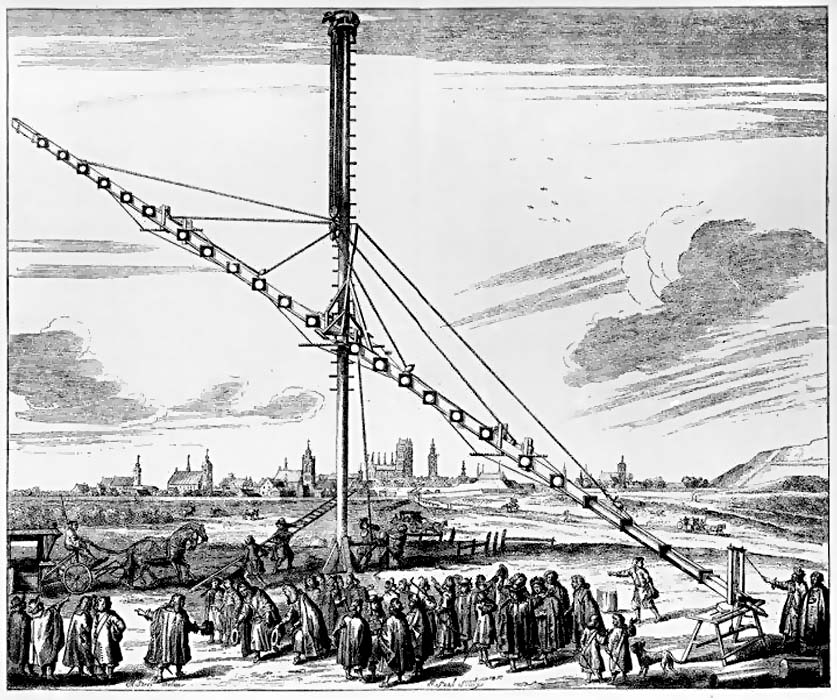
ヨハネス・ヘヴェリウスの1673年の著書『天文機械（Machina coelestis）』に掲載された巨大望遠鏡。8 inchのレンズを使うために150 ftの焦点距離を設けている。

17世紀から18世紀前半にかけて、高倍率の望遠鏡開発が進められたが、いいものはできなかった。望遠鏡の倍率を上げるためにレンズを巨大化すると、画像にハロー（光輪）が生じて画質が低下するためである。人々は、ハローの原因が、光の屈折率が波長ごとに異なるため、すなわち色収差によるものであることを突き止めた。そして、色収差を悪化させずに観察対象の大きさを2倍にするためには、焦点距離を4倍にしなければならないことも理解した。
これを解決するため、ポーランドの天文学者ヨハネス・ヘヴェリウスは、150フィート (46 m)の鏡筒を持つ天体望遠鏡を作っている。（このヘヴェリウスの望遠鏡も、完全な鏡筒を持っているわけではないので、空気望遠鏡とされる場合もある。）しかし、このような鏡筒を支えるためには、巨大な柱とクレーンが必要だった。この構造では、望遠鏡の向きを大きく変えることができず、微風でも大きく振動し、時には壊れてしまうこともあった。

### 空気望遠鏡の登場
1675年ごろ、クリスティアーン・ホイヘンスは兄コンスタンティンとともに、鏡筒をなくすことで、焦点距離を非常に長く取った望遠鏡を作った。空気望遠鏡の登場である。長い柱の上に対物レンズを取り付け、観察者の手元に接眼レンズを置き、対物レンズと鏡筒レンズをワイヤーで繋いで一直線に並べた。対物レンズと接眼レンズにはごく短い鏡筒が取り付けられているが、その途中に鏡筒に相当する部品が無い。また、対物レンズの高さが変えられるよう工夫されていた。対物レンズはボールジョイントで固定してあるため、ワイヤーで向きを変えることができた。弟のクリスティアーンは、この望遠鏡を、1684年に出版した本「Astroscopia Compendiaria」（収差補正望遠鏡）の中で紹介している。
なお、似たデザインの望遠鏡をアドリアン・オーズーやクリストファー・レンも考案している。
ホイヘンスは天体観測のため、いくつかの工夫をしている。例えば、明るい惑星を観察するために、像を白い厚紙、あるいは油を塗って半透明にした紙の上に投影させた。似た工夫をフィリップ・ド・ラ・イールやニコラース・ハルトゼーカーも記録に残している。
空気望遠鏡は焦点距離を長く取れる。クリスティアーン・ホイヘンスらが1686年に作った空気望遠鏡の対物レンズ直径/焦点距離は、200mm/52m、220mm/64mだった。ホイヘンスはさらに、1690年にロンドン王立協会に190mm/37.5mのものを提案している。一方、アドリアン・オーズーらは焦点距離90～180メートルのものを作っており、さらには、月に住む動物を観察するためとして、100フィート (30 m)のものを提案している。

### 発展

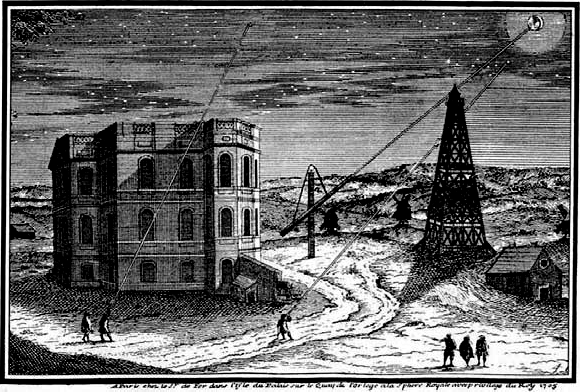
マルリーの塔として建てられた空気望遠鏡。

イタリア出身でフランスの天文学者、ジョヴァンニ・カッシーニは、マルリーの機械の付属施設として木造の塔を作り、後にパリ天文台の敷地に移した。そして、この塔の頂上に対物レンズを置き、空気望遠鏡を作った。対物レンズはイタリアのレンズ職人ジュゼッペ・カンパニアに作らせたものである。カッシーニはこの空気望遠鏡を使い、1684年、土星の衛星ディオネとテティスを発見した。
イギリスの天文学者ジェームズ・ブラッドリーは1722年12月27日、焦点距離212フィート (65 m)の空気望遠鏡を使って金星の直径を測定した。
イタリアの科学者フランチェスコ・ビアンキーニは1726年にローマで、直径2.6インチ (66 mm)、焦点距離100フィート (30 m)の空気望遠鏡を使って金星表面の地図を作製した。

### 終焉
空気望遠鏡は、操作が困難だった。そのため、天文学者は新しい構造の望遠鏡を模索した。
1721年、イギリスの天文学者ジョン・ハドリーは、改良したグレゴリー式望遠鏡を王立協会で発表した。グレゴリー式望遠鏡は反射望遠鏡の1種で、レンズを使わないため色収差が起こらない。しかし代わりに凹面鏡が必要で、この正確な研磨が難しく、それまでは高倍率のものを作ると球面収差で像がぼやけてしまっていた。ハドリーはこの作製に成功し、主鏡サイズ6インチ (150 mm)のものを作り出した。協会メンバーのジェームス・パウンドとジェームズ・ブラッドリーが、この望遠鏡と7.5インチ (190 mm)レンズの空気望遠鏡と比較した。結果、画像が空気望遠鏡よりも明瞭であると判明した。
18世紀になってアクロマートレンズが開発されると、再びレンズを使った望遠鏡の開発が進んだ。